# Peter Schmeichel

Peter Bolesław Schmeichel (Gladsaxe, 18 de noviembre de 1963) es un exfutbolista danés. Jugaba como portero y desarrolló la mayor parte de su carrera en el Manchester United. Es considerado como uno de los mejores futbolistas daneses de todos los tiempos, así como uno de los mejores porteros de la historia, siendo incluido en la lista FIFA 100. Durante su carrera deportiva fue elegido mejor portero del mundo en 1992 y 1993, además de ser elegido como el séptimo mejor portero del siglo XX por la IFFHS. También fue elegido como jugador del año de la Premier League 1995-96 y futbolista del año en Dinamarca en tres ocasiones (1990, 1993 y 1999). Es el jugador que más partidos internacionales ha disputado con la selección de Dinamarca, con 129 apariciones.
Su hijo Kasper Schmeichel también es portero y juega actualmente en el Celtic F.C. Forma parte de una de las dos familias en las que padre e hijo han ganado la Premier League.

## Trayectoria

### Inicios
El gran danés comenzó su carrera futbolística en el equipo juvenil local Høje-Gladsaxe cuando tenía sólo nueve años de edad, luego recaló en el equipo de Gladsaxe-Hero BK. Después de ser relegados a la tercera división danesa, el entrenador de entonces, Svend Aage Hansen (futuro suegro) promovió a Schmeichel al primer equipo donde hizo su debut contra Birkerod perdiendo por un marcador de 1-0. A pesar de la derrota, obtuvo un enorme crédito por su actuación aquel día. Después de jugar 46 partidos con su club natal y, a la edad de 21 años, se trasladó a Hvidovre IF, que había sido coronado campeón de la Liga danesa sólo tres años antes.
En 1987 ficharía por el Brondby IF, con el que ganó cuatro títulos de Liga en cuatro temporadas.

### Manchester United
En el verano de 1991 el Manchester United lo fichó por 500.000 libras. En la temporada 1992-93 conquistó su primera Premier League, en la que colaboró manteniendo en cero su portería en 22 ocasiones. El 26 de septiembre de 1995 marcó su primer gol con el United, en la vuelta de una eliminatoria de Copa de la UEFA ante el FC Rotor Volgograd. Schmeichel puso el empate a dos en el marcador tras rematar un saque de esquina, pero el conjunto inglés quedó eliminado.
Los campeonatos que ganó con el Manchester United fueron:
- 5 títulos de la Liga Premier de Inglaterra en: 1993, 1994, 1996, 1997 y 1999;
- 3 títulos de la FA Cup en: 1994, 1996 y 1999.
- 1 título de la Liga de Campeones de la UEFA en: 1998-1999

Fue pieza fundamental, junto a otros grandes jugadores como Cantona, Giggs o Beckham, para que el Manchester United recuperara, en los 90s, la grandeza que había perdido en las dos décadas anteriores. El mayor triunfo de su carrera en el Manchester United fue el título de la Liga de Campeones de la campaña 1998/99, en la que, en un dramático partido, ganó al Bayern Múnich por 2-1, con dos goles en el descuento. Ese año el Manchester United se convirtió en el primer equipo en ganar la Premier League, FA Cup y La Liga de Campeones. Así abandonaba el United, con el famoso Triplete o Trébol del 99.
Su leyenda se agigantó con la dificultad que encontró el club en encontrar al sustituto adecuado. El United necesitó seis años para encontrar a su relevo. Mark Bosnich, Massimo Taibi, Fabien Barthez, Roy Carroll, Ricardo o Tim Howard son solo algunos de los porteros que pasaron por la plantilla hasta la llegada de Edwin Van der Sar en verano de 2005.

### Etapa en Portugal
Poco después de haber anunciado su marcha, recaló en el mítico club de Sporting de Portugal firmando un contrato de dos temporadas. En el club portugués continuó jugando al máximo nivel, aunque decidió rechazar la oferta de renovación del club.

### Regreso a Inglaterra
En julio de 2001 decidió regresar a la Premier League, firmando con el Aston Villa por una temporada. El 20 de octubre de 2001 se convirtió en el primer portero en marcar en dicha competición, en un encuentro ante el Everton. Schmeichel remató de volea tras un saque de esquina. En abril tomó la decisión de no continuar en Villa Park cuando acabara su contrato.
De cara a la temporada 2002-03 se incorporó a las filas del Manchester City, donde se retiró al término de la misma debido a los problemas físicos.

### Etapa post-retiro
Tras su retirada del fútbol, Schmeichel comenzó a ejercer de comentarista de los partidos de la UEFA Champions League en una cadena danesa junto a los también futbolistas, Brian Laudrup y Preben Elkjær Larsen.

## Selección nacional
El portero tuvo su debut, el 10 de mayo de 1988, en un empate sin goles contra Hungría, participando luego en la Eurocopa 1988. Su gran momento en la selección de Dinamarca llegaría en la Eurocopa de Suecia 1992, en la cual se alzó con el título. También participó en la Eurocopa 1996, y en la Copa Mundial de Francia 1998.
En febrero de 2001 se conoció la noticia de que Schmeichel se retiraba de la selección danesa tras más de una década como titular.

### Participaciones en Copas del Mundo
| Mundial                     | Sede    | Resultado        |
| --------------------------- | ------- | ---------------- |
| Copa Mundial de Fútbol 1998 | Francia | Cuartos de final |

### Participaciones en Eurocopas
| Copa          | Sede                   | Resultado    |
| ------------- | ---------------------- | ------------ |
| Eurocopa 1988 | Alemania               | Primera fase |
| Eurocopa 1992 | Suecia                 | Campeón      |
| Eurocopa 1996 | Inglaterra             | Primera fase |
| Eurocopa 2000 | Bélgica y Países Bajos | Primera fase |

## Clubes
| Club                 | País       | Año       | Partidos | Goles |
| -------------------- | ---------- | --------- | -------- | ----- |
| Hvidovre IF          | Dinamarca  | 1984-1986 | 78       | 6     |
| Brøndby IF           | Dinamarca  | 1987-1991 | 139      | 2     |
| Manchester United    | Inglaterra | 1991-1999 | 398      | 1     |
| Sporting de Portugal | Portugal   | 1999-2001 | 66       | 0     |
| Aston Villa          | Inglaterra | 2001-2002 | 36       | 1     |
| Manchester City      | Inglaterra | 2002-2003 | 31       | 0     |

## Palmarés

### Campeonatos nacionales
| Título                | Club                 | País       | Año  |
| --------------------- | -------------------- | ---------- | ---- |
| Liga de Dinamarca     | Brøndby IF           | Dinamarca  | 1987 |
| Liga de Dinamarca     | Brøndby IF           | Dinamarca  | 1988 |
| Liga de Dinamarca     | Brøndby IF           | Dinamarca  | 1990 |
| Liga de Dinamarca     | Brøndby IF           | Dinamarca  | 1991 |
| Copa de la Liga       | Manchester United    | Inglaterra | 1992 |
| Premier League        | Manchester United    | Inglaterra | 1993 |
| Charity Shield        | Manchester United    | Inglaterra | 1993 |
| Premier League        | Manchester United    | Inglaterra | 1994 |
| FA Cup                | Manchester United    | Inglaterra | 1994 |
| Charity Shield        | Manchester United    | Inglaterra | 1994 |
| Premier League        | Manchester United    | Inglaterra | 1996 |
| FA Cup                | Manchester United    | Inglaterra | 1996 |
| Charity Shield        | Manchester United    | Inglaterra | 1996 |
| Premier League        | Manchester United    | Inglaterra | 1997 |
| Charity Shield        | Manchester United    | Inglaterra | 1997 |
| Premier League        | Manchester United    | Inglaterra | 1999 |
| FA Cup                | Manchester United    | Inglaterra | 1999 |
| Primeira Liga         | Sporting de Portugal | Portugal   | 2000 |
| Supercopa de Portugal | Sporting de Portugal | Portugal   | 2000 |

### Campeonatos internacionales
| Título                    | Equipo                 | Sede       | Año  |
| ------------------------- | ---------------------- | ---------- | ---- |
| Supercopa de Europa       | Manchester United      | Mánchester | 1991 |
| Eurocopa                  | Selección de Dinamarca | Suecia     | 1992 |
| UEFA Champions League     | Manchester United      | Barcelona  | 1999 |
| Copa Intertoto de la UEFA | Aston Villa            | Inglaterra | 2001 |